# Little Carmine
Carmine „Little Carmine” Lupertazzi, Jr. este un mafiot fictiv din New York în cadrul seriei televizate distribuite de HBO, Clanul Soprano. Este interpretat de actorul Ray Abruzzo. Little Carmine este „căpitan”, fiind fiul lui Carmine Lupertazzi, șeful uneia din cele cinci familii mafiote din New York.